# Reg Presley

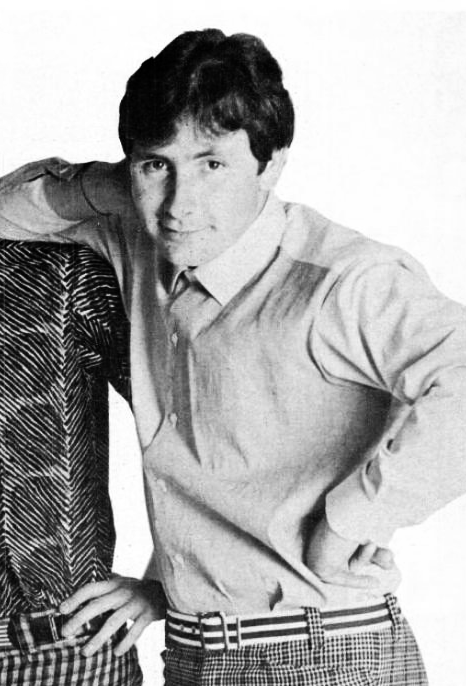

Reginald "Reg" Presley, född som Reginald Maurice Ball den 12 juni 1941 i Andover, Hampshire, död 4 februari 2013 i Andover, Hampshire, var en brittisk sångare. Han var känd som sångare i The Troggs. Presley skrev bl.a. låtarna "With a Girl Like You", "I Can't Control Myself" och "Love Is All Around". Wet Wet Wets cover av "Love Is All Around", som var med i soundtracket till filmen Fyra bröllop och en begravning 1994, var en internationell hitlåt och tillbringade 15 veckor högst upp på toppen av den brittiska singellistan.
Presley avled i sviterna av lungcancer och tidigare stroke.